# АФУС
АФУС е бивша състезателна писта за моторни спортове, разположена между берлинските райони „Шарлотенбург“ и „Николасзе“ в Германия.

## Име
АФУС (на немски: AVUS, съкращение от Automobil-Verkehrs und Übungs-Straße, в превод – „Шосе за автомобилно движение и упражнения“).

## История
В днешно време АФУС не съществува като писта, а е част от автомагистрала „А 115“.
 През 1954 година тук се провежда старт от Формула 1 извън световния шампионат а през 1959 година се провежда и единствената Голямата награда на Германия на това трасе.
До 1998 г. на АФУС се провеждат състезания от ДТМ и Формула 3.

## Характеристика
- 8300 м дължина на трасето,
- 4 завоя

## Формула 1 победители
| Година | Пилот      | Конструктор | Писта | Статистика |
| ------ | ---------- | ----------- | ----- | ---------- |
| 1959   | Тони Брукс | Ферари      | АФУС  | Статистика |